# Чиниот
Чиниот (урду چنیوٹ‎) — город в провинции Пенджаб, Пакистан, центр одноимённого округа. Население — 224 581 чел. (оценка на 2010 год).

## География
До 2009 года Чиниот входил в округ Джанг. В феврале 2009 года был создан новый округ Чиниот, столицей которого стал одноимённый город.

## Население
По результатам переписи 1998 года в городе проживало 169 282 человек.